# Liste der Staatsoberhäupter 1067
Übersicht
◄◄ | ◄ | 1063 | 1064 | 1065 | 1066 | Liste der Staatsoberhäupter 1067 | 1068 | 1069 | 1070 | 1071 | ► | ►►

Weitere Ereignisse

## Afrika
- Ägypten (Fatimiden)
  - Kalif: al-Mustansir (1036–1094)

- Äthiopien
  - Kaiser (Negus Negest): Yemrehana Krestos (1039–1079)

- Ifrīqiya (Ziriden)
  - Herrscher: Tamim ibn Zīri (1062–1108)

## Asien
- Bagan
  - König: Anawrahta (1044–1078)

- Champa
  - König: Rudra Varman III. (1061–1074)

- China
  - Liao (in Nordchina)
    - Kaiser: Liao Daozong (1055–1101)

  - Nördliche Song
    - Kaiser: Yingzong (1063–1067)
    - Kaiser: Shenzong (1067–1085)

  - Xi Xia
    - Kaiser: Yìzōng (1048–1067)
    - Kaiser: Huìzōng (1067–1086)

- Georgien
  - König: Bagrat IV. (1027–1072)

- Ghaznawiden (in Nordwest-Indien)
  - Sultan: Ibrāhīm ibn Masʿūd (1059–1099)

- Indien
  - Westliche Chalukya (in Westindien)
    - König: Vijayaditya VII. (1063–1068)

  - Chola (in Südindien)
    - König: Virarajendra Chola (1063–1070)

  - Hoysala (im heutigen Karnataka)
    - König: Vinayaditya (1047–1108)

  - Kaschmir (Lohara-Dynastie)
    - König: Kalasha (1063–1089)

- Japan
  - Kaiser: Go-Reizei (1045–1068)

- Khmer
  - König: Harshavarman III. (1066–1080)

- Korea
  - Goryeo
    - König: Munjong (1046–1083)

- Kalifat der Muslime
  - Kalif: al-Qa'im (1031–1075)

- Seldschuken-Reich
  - Großseldschuken
    - Sultan: Alp Arslan (1063–1072)

  - Kirman-Seldschuken
    - Sultan: Qawurd (1048–1073)

- Vietnam (Lý-Dynastie)
  - Kaiser: Lý Nhật Tôn (1054–1072)

## Europa
- Byzantinisches Reich
  - Kaiser: Konstantin X. (1059–1067)
  - Kaiser: Michael VII. (1067–1078)
    - Regentin: Eudokia Makrembolitissa (1067–1069)
    - Regent: Romanos IV. Diogenes (1067–1071)

- Dänemark
  - König: Sven Estridsson (1047–1076)

- England
  - König: Wilhelm I. der Eroberer (1066–1087) (1035–1087 Herzog der Normandie)

- Frankreich
  - König: Philipp I. (1060–1108)
  - Anjou
    - Graf: Gottfried III. (1060–1068)

  - Aquitanien
    - Herzog: Wilhelm VIII. (1058–1086)

  - Auvergne
    - Graf: Robert II. (1064–1096)

  - Bretagne
    - Herzogin: Hawisa (1066–1072)

  - Burgund (Herzogtum)
    - Herzog: Robert I. (1032–1076)

  - Burgund (Freigrafschaft)
    - Pfalzgraf: Wilhelm I. (1057–1087)

  - Maine
    - Graf: Robert (1063–1069) (1087–1106 Herzog der Normandie)

  - Normandie
    - Herzog: Wilhelm II. (1035–1087) (1066–1087 König von England)

  - Grafschaft Toulouse
    - Graf: Wilhelm IV. (1060–1094)

- Heiliges Römisches Reich
  - Römisch-deutscher König: Heinrich IV. (1056–1105) (ab 1084 Kaiser)
  - Bayern
    - Herzog: Otto II. (1061–1070)

  - Böhmen
    - Herzog: Vratislav II. (1061–1092) (ab 1086 König) (1076–1081 Markgraf der Lausitz)

  - Flandern
    - Graf: Balduin V. (1035–1067)
    - Graf: Balduin VI. (1067–1070)

  - Holland
    - Graf: Dietrich V. (1061–1091)

  - Kärnten
    - Herzog: Berthold I. (1061–1072)

  - Lausitz
    - Markgraf: Dedo I. (1046–1069, 1069–1075)

  - Luxemburg
    - Graf: Konrad I. (1059–1086)

  - Meißen
    - Markgraf: Otto I. (1062–1067)
    - Markgraf: Ekbert I. (1067–1068)

  - Niederlothringen
    - Herzog: Gottfried III. (1065–1069) (1044–1046 Herzog von Oberlothringen, 1056–1069 Markgraf von Tuszien)

  - Oberlothringen
    - Herzog: Gerhard (1048–1070)

  - Sachsen
    - Herzog: Ordulf (1059–1072)

  - Schwaben
    - Herzog: Rudolf von Rheinfelden (1057–1079) (1077–1080 Gegenkönig)

- Italien
  - Amalfi
    - Herzog: Johannes II. (III.) (1028–1029, 1029–1034, 1052–1069)

  - Apulien
    - Herzog: Robert Guiskard (1057–1085) (bis 1058 Graf) (1078–1081 Herzog von Benevent)

  - Aversa
    - Graf: Richard (1049–1078) (1058–1078 Fürst von Capua)

  - Benevent (gemeinsame Herrschaft)
    - Herzog: Landulf VI. (1038–1053, 1054–1077)
    - Herzog: Pandulf IV. (1056–1074)

  - Capua
    - Fürst: Richard I. (1058–1078) (1049–1078 Graf von Aversa)

  - Kirchenstaat
    - Papst: Alexander II. (1061–1073)

  - Montferrat
    - Markgraf: Otto II. (1042–1084)

  - Neapel
    - Herzog: Sergius V. (1042–1082)

  - Salerno
    - Fürst: Gisulf II. (1052–1077)

  - Toskana
    - Markgraf: Gottfried (1056–1069) (1044–1046 Herzog von Oberlothringen, 1065–1069 Herzog von Niederlothringen)

  - Venedig
    - Doge: Domenico I. Contarini (1043–1071)

- Kroatien
  - König: Petar Krešimir IV. (1058–1074/75)

- Norwegen (1066–1069 gemeinsame Herrschaft)
  - König: Magnus II. (1066–1069)
  - König: Olav III. (1066–1093)

- Polen
  - Herzog: Bolesław II. (1058–1079) (ab 1076 König)

- Russland
  - Großfürst: Isjaslaw I. (1054–1073, 1076–1078)

- Schottland
  - König: Malcolm III. (1058–1093)

- Schweden
  - König: Halsten (um 1067–1070)

- Spanien
  - Aragón
    - König: Sancho I. (1063–1094) (1076–1094 König von Navarra)

  - Barcelona
    - Graf: Raimund Berengar I. (1035–1076)

  - Galicien
    - König: García (1065–1071, 1072–1073)

  - Kastilien
    - König: Sancho II. (1065–1072) (1071–1072 König von Galicien, 1072 König von León)

  - León
    - König: Alfons VI. (1065–1072, 1072–1109) (1073–1109 König von Galicien, 1072–1009 König von Kastilien)

  - Navarra
    - König: Sancho IV. (1054–1076)

- Ungarn
  - König: Salomon (1063–1074)

- Zeta (im heutigen Montenegro)
  - Fürst: Mihailo Vojislavljević (um 1055–um 1082)